# Rafael Joseffy

Rafael Joseffy

Ankündigung Rafael Joseffy in der Philharmonic Hall

Rafael Joseffy (* 3. Juli 1852 in Hunfalu, Königreich Ungarn; † 25. Juni 1915 in New York, Vereinigte Staaten) war ein ungarischer Pianist und Musikpädagoge.

## Leben
Kurz nach seiner Geburt zogen sie Eltern nach Miskolc, wo er seine Kindheit verbrachte. Joseffy hatte ab dem achten Lebensjahr Klavierunterricht. Sein erster bedeutender Lehrer war Friedrich Bauer in Budapest, der auch Stephen Heller unterrichtet hatte. 1868 kam er an das Konservatorium Leipzig, wo er bei Ernst Friedrich Wenzel studierte und auch bei Ignaz Moscheles Unterricht hatte. Von 1868 bis 1870 studierte er in Berlin bei Carl Tausig, in den Sommermonaten 1870 und 1871 bei Franz Liszt in Weimar.
Seinen ersten öffentlichen Auftritt hatte Joseffy 1872 in Berlin. Bis 1879 lebte er in Wien. Er unternahm viele Konzertreisen in Europa. Herman Colell brachte ihn 1879 nach Amerika. Unter Leopold Damrosch debütierte er in der Chickering Hall. In der Folge trat er mit dem New York Philharmonic Orchestra und dem Orchester von Theodore Thomas auf. Er gehörte zu den ersten Pianisten, die die Werke Johannes Brahms’ in den USA bekannt machten.
1900 wurde er amerikanischer Staatsbürger. Joseffy lebte in Tarrytown-on-the-Hudson, unweit von New York.
Von 1888 bis 1906 leitete er die Abteilung für Klavier am „National Conservatory of Music of America“, das 1885 gegründet worden war. Um 1900 hatten an der Schule bereits 3000 Schüler studiert.
Joseffy gab eine fünfzehnbändige Ausgabe der Werke Frédéric Chopins heraus und verfasste eine School of Advanced Piano Playing („Schule des Höheren Clavierspieles“). Außerdem komponierte er Salonmusik für das Klavier.